# Білих Йосип Назарович
Йосип Назарович Білих (1892—1959) — радянський військовик українського походження, заступник командира 2-ї гвардійської кавалерійської дивізії 1-го гвардійського кавалерійського корпусу 1-го Українського фронту, гвардії полковник.

## Життєпис
Йосип Білих народився 27 вересня (10 жовтня) 1892 року в селі Комарів нині Туринського району Волинської області в селянській родині. Українець. Закінчив сільську школу. Працював у рідному селі.
У Червоної гвардії з 15 листопада 1917. У Червоній Армії з 20 квітня 1918 року. Учасник Першої світової і громадянської воєн. Член РКП (б) / ВКП (б) / КПРС з 1920 року.
У 1926 році Йосип Білихзакінчив Київську об'єднану військову школу, а в 1933 році — курси удосконалення командного складу. Учасник Внімецько-радянськоївійни з червня 1941 року.
Був заступником командира 2-ї гвардійської кавалерійської дивізії (1-й гвардійський кавалерійський корпус, 1-й Український фронт). Він гвардії полковник з першим ешелоном дивізії 29 січня 1945 року за вогнем ворога форсував річку Одер на північ від польського міста Ратибор (нині — Ратибор).
Після переправи, гвардії полковник Йосип Білих грамотно і вміло керував захопленням плацдарму на лівому березі Одера, чим сприяв переправі і подальшого наступу частин 1-го гвардійського кавалерійського корпусу.
Потім офіцер-кавалерист брав участь у форсуванні річки Шпре (Шпреє), і оволодінні німецьким містом Ортранд.
До 22 квітня 1945 року 2-га гвардійська кавалерійська дивізія вийшла з боями до річки Ельба в районі міста Риза, розгромивши при цьому шість ворожих батальйонів і звільнивши два концентраційних табори з радянськими військовополоненими.
Указом Президії Верховної Ради СРСР від 27 червня 1945 року за зразкове виконання бойових завдань, командування на фронті боротьби з німецько-фашистськими загарбниками і проявлені при цьому мужність і героїзм гвардії полковнику Йосипу Білиху Назаровичу було присвоєно звання Героя Радянського Союзу з врученням ордена Леніна і медалі «Золота Зірка» (№ 8761).
Після війни Йосип Білих продовжував службу в армії. У 1959 році у званні гвардії полковника пішов у відставці.
Жив у районному центрі Олександрівське Ставропольського краю. Помер 18 липня 1959 року. Похований в Краснодарі на Всесвятському кладовищі.

## Нагороди
- три ордени Леніна (23.09.1944, 21.02.1945, 27.06.1945[1])
- три ордени Червоного Прапора (14.03.1938, 20.09.1944, 3.11.1944)
- Орден Суворова 3-го ступеня (21.11.1943)
- Орден Вітчизняної війни 1-го ступеня (24.01.1943)
- Орден Червоної Зірки (12.11.1941)
- Медаль «XX років Робітничо-Селянської Червоної Армії» (28.02.1938)
- Медаль «За оборону Москви» (1.05.1944)